# Aragoke

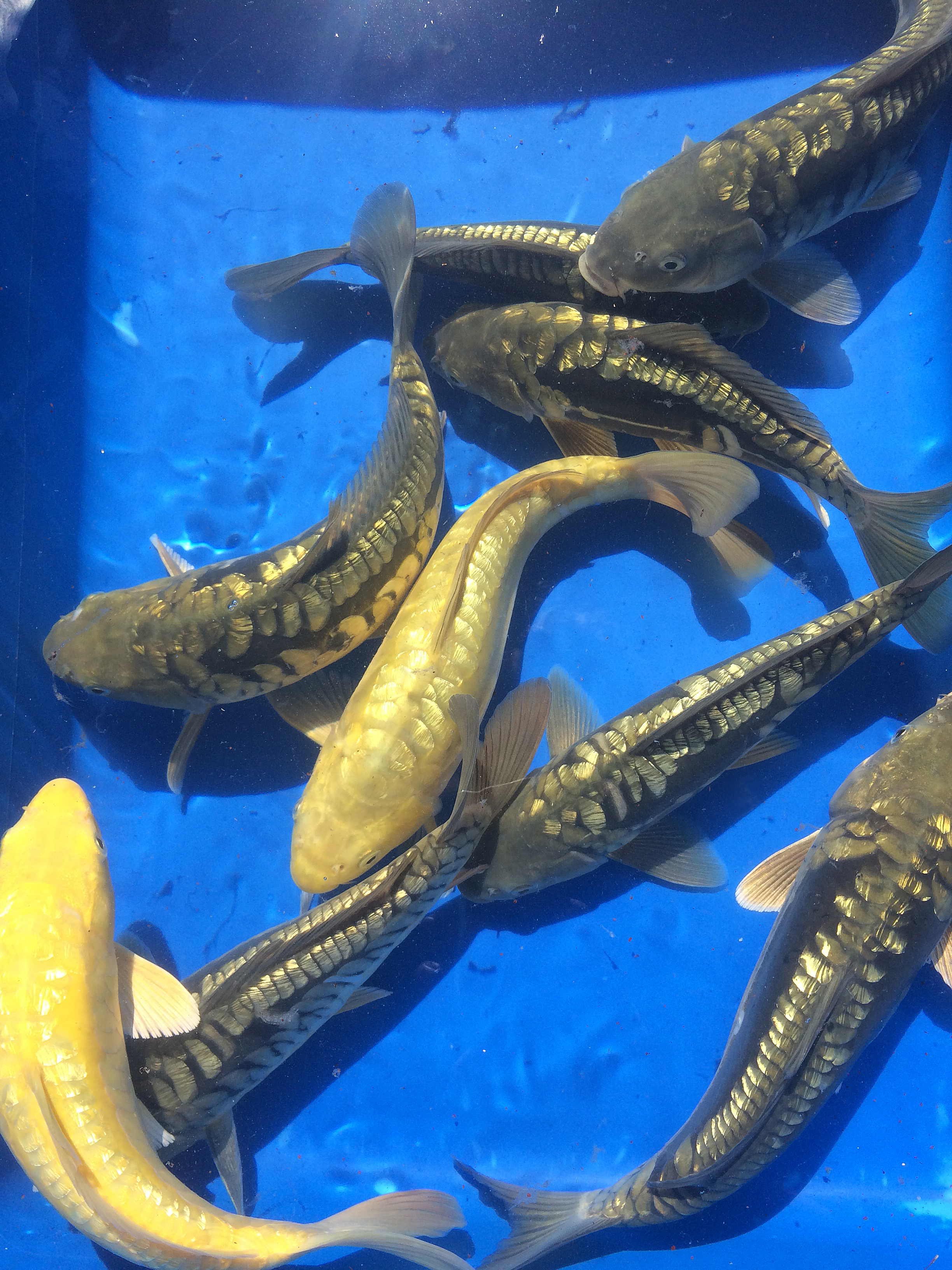
Ginrin Aragoke

Der Aragoke (japanisch für „Drachenschuppen“) ist eine Zuchtform des Nishikigoi (Brokatkarpfen oder Koi).
Hinsichtlich der Beschuppung gibt es 4 verschiedene Einkreuzungen bei Nishikigoi:
- den Schuppenkarpfen (Wagoi)
- den Spiegelkarpfen (einen unbeschuppten, aber mit einigen wenigen großen Schuppen versehenen Koi, in Japan Doitsu Goi genannt; Beispiel Shusui)
- den Zeilkarpfen (einen unbeschuppten, aber mit einer oder mehreren Zeilen von übergroßen Schuppen versehenen Koi, ebenfalls Doitsu Goi genannt)
- den Lederkarpfen (ein völlig schuppenloser Karpfen, also auch ein Doitsu Goi)

## Merkmale
Charakteristisch für den Aragoke sind die übergroßen Schuppen, die bei diesem Koi etwa gleich groß und in einer regelmäßigen Formation angeordnet sind, im Unterschied zur unregelmäßigen Verteilung bei einem Spiegelkarpfen. Aragoke zeigen entweder eine Ginrin- oder eine Non-Ginrin-Beschuppung. Sie stellen eine Kreuzung aus verschiedenen Koi-Varietäten dar.

## Geschichte
Diese Varietät der Farbkarpfen wurde in früherer Zeit wegen ihrer übergroßen Schuppen als minderwertig betrachtet und bei der Zucht eliminiert. Erst im 21. Jahrhundert wurden sie unter Züchtern als eigene Varietät anerkannt.